# Třebějice
Třebějice (německy Trebejitz) jsou obec v okrese Tábor v Jihočeském kraji. Žije v ní 67 obyvatel.

## Historie
První písemná zmínka o obci pochází z roku 1545.

## Obyvatelstvo
| Rok            | 1869 | 1880 | 1890 | 1900 | 1910 | 1921 | 1930 | 1950 | 1961 | 1970 | 1980 | 1991 | 2001 | 2011 | 2021 |
| -------------- | ---- | ---- | ---- | ---- | ---- | ---- | ---- | ---- | ---- | ---- | ---- | ---- | ---- | ---- | ---- |
| Počet obyvatel | 258  | 261  | 250  | 256  | 243  | 228  | 222  | 182  | 171  | 130  | 117  | 88   | 87   | 72   | 61   |
| Počet domů     | 48   | 45   | 48   | 48   | 45   | 45   | 45   | 46   | 43   | 38   | 34   | 43   | 46   | 46   | 46   |

## Obecní správa
Mezi lety 1850–1976 Třebějice byly obcí v okrese Tábor (1869–1930), posléze v okrese Soběslav (1950) a později opět v okrese Tábor. Od 1. dubna 1976 do 23. listopadu 1990 patřily jako část obce k Dírné a od 24. listopadu 1990 jsou opět samostatnou obcí. V letech 1850–1931 k obci patřilo Závsí.

## Pamětihodnosti
- Kaple svatého Jana Nepomuckého se dvěma kříži nacházející se na návsi.
- Obec je členem dobrovolného svazku obcí Pod Horou.[7]